# Weightlifting Fairy Kim Bok-joo
Weightlifting Fairy Kim Bok-joo (역도 요정 김복주) ist eine südkoreanische Fernsehserie mit Lee Sung-kyung in der Hauptrolle. Es ist ein Coming-of-Age-Sportdrama, inspiriert vom Leben der olympischen Goldmedaillengewinnerin im Gewichtheben Jang Mi-ran.  Die Ausstrahlung erfolgte jeden Mittwoch und Donnerstag um 22:00 Uhr vom 16. November 2016 bis zum 11. Januar 2017 auf MBC.
Die Serie war ein kommerzieller Misserfolg und erhielt die niedrigsten Bewertungen in seiner Ausstrahlungszeit. Positive Reaktionen rief die Serie unter jungen Zuschauern hervor und erhielt auch in Übersee, insbesondere in den Philippinen, Popularität.

## Inhalt
Die Serie ist eine Coming-of-Age-Geschichte über eine Gruppe von College-Athleten, die für ihre Träume kämpfen, dabei ihre große Liebe finden und bei jeden Schritt des Weges wachsen und aus ihren Fehler lernen.

## Hauptrollen

### Kim Bok-joo
Eine natürlich begabte Athletik-Läuferin mit einer ehrgeizigen und gleichzeitig ruhigen Persönlichkeit. Während sie mit ihrem Vater aufwuchs, der ein ehemaliger Gewichtheber war, wurde sie dazu inspiriert, das Gleiche zu tun – Gewicht zu heben, zu spüren, wie die Hanteln auf den Boden fielen. Sie tritt für Ungerechtigkeit ein und sie ist nicht das typische mädchenhafte Mädchen, sie empfindet immer noch die Schüchternheit und Unbeholfenheit um Jungen herum, zögert aber nicht, sie zu verprügeln, wenn die Zeit gebraucht wird, aber sie versteckt ihre Unsicherheiten und ihr zerbrechliches Herz unter ihrer starken außen.

### Jung Joon-hyung
Er ist Kim Bok-joos Kindheitsfreund, als sie noch klein waren in der Schule. Kim Bok-Joo und er selbst kannten sich nicht und erinnerten sich nicht, obwohl sie ihm bekannt vorkam, erst bis ein Vorfall bringt ihnen die Erinnerungen zurück. Er ist ein talentierter Schwimmer mit einer verspielten Persönlichkeit. Er erlitt ein Trauma, das begann, als er erkannte, dass die Postkarten, die ihm angeblich von seiner Mutter geschickt wurden, tatsächlich von seiner Tante und seinem Onkel stammten. Da diese Erkenntnis mit seinem ersten großen internationalen Turnier zusammenfiel, wurde er wegen eines Fehlstart disqualifiziert. Er genießt es, Bok-joo zu necken und verliebt sich später. Jung Joon-hyung wird von Nam Joo-hyuk gespielt.

### Jung Jae-yi
Jung Jae-yi ist Joon-Hyungs Cousin und älterer Bruder. Ein ehemaliger Athlet, der aufgrund einer Verletzung zu einem Adipositas-Arzt wird. Seine sanfte und freundliche Persönlichkeit macht ihn zum ersten Mann, in den Bok-joo sich verliebt.

### Song Shi-ho
Sie ist Bok-joos Mitbewohnerin und Joon-hyungs Ex-Freundin. Eine hochkarätige Rhythmusturnerin, die mit achtzehn Jahren bei den Asienspielen eine Silbermedaille gewann. Sie übertreibt gern und steht wegen ihrer sich entwickelnden Figur ständig unter Stress, die sie dazu bringt, mit Joon-hyung Schluss zu machen.

## Soundtrack
| Nr. | Originaltitel     | Sänger        |
| --- | ----------------- | ------------- |
| 1   | You & I           | Kim Jong-wan  |
| 2   | From now on       | Kim Min-seung |
| 3   | Dreaming          | Han Hee-jung  |
| 4   | Somehow           | J.Mi (Lush)   |
| 5   | I’ll Pick You Up  | Standing Egg  |
| 6   | Permeate          | Lee Hae-in    |
| 7   | Again Again Again | Lee Jin-ah    |